# Premio Internacional Ciudad de Melilla
El Premio Internacional Ciudad de Melilla es un galardón que se otorga anualmente durante la Semana de Cine de Melilla, un festival cinematográfico que se celebra en la ciudad autónoma de Melilla, España. Este premio se concede a personalidades del cine que hayan destacado por su trayectoria y contribución al séptimo arte, y es uno de los máximos reconocimientos del festival.

## Historia
El Premio Internacional Ciudad de Melilla fue instituido en 2025, en el marco de la celebración de la 17ª Semana de Cine de Melilla, un evento que ha ido ganando relevancia a lo largo de los años. La creación del premio tiene como objetivo reconocer la labor de cineastas y actores que, con su carrera y trabajo, han dejado una huella significativa en la historia del cine. El primer galardonado con este premio fue el actor mexicano Diego Luna, reconocido por su destacada trayectoria en el cine internacional.
El premio se otorga durante la gala inaugural del festival, que se celebra en el Teatro Kursaal-Fernando Arrabal de Melilla. A lo largo de su corta pero prometedora historia, este galardón ha comenzado a consolidarse como un símbolo del reconocimiento cinematográfico de la ciudad.

## Galardonados
El primer galardonado con el Premio Internacional Ciudad de Melilla fue el actor y productor mexicano Diego Luna, quien recibió el reconocimiento por su carrera internacional en el cine, que incluye trabajos destacados como Y tu mamá también, Frida, The Terminal, entre otros.
- Diego Luna (2025)